# AIDAcosma
Die AIDAcosma ist ein Kreuzfahrtschiff von AIDA Cruises, einer Marke der Carnival Corporation & plc. Es gehört zur Helios-Klasse und wurde am 21. Dezember 2021 von der Meyer-Werft in Papenburg übernommen. Am 26. Februar 2022 nahm es seinen Dienst auf und wurde am 9. April 2022 in Hamburg getauft.
Die AIDAcosma ist das zweite Schiff der Helios-Klasse. Sie ist bis auf einige Unterschiede wie beispielsweise am Heck baugleich mit ihrem Schwesterschiff AIDAnova, das Ende 2018 in Dienst gestellt wurde.

## Ausstattung

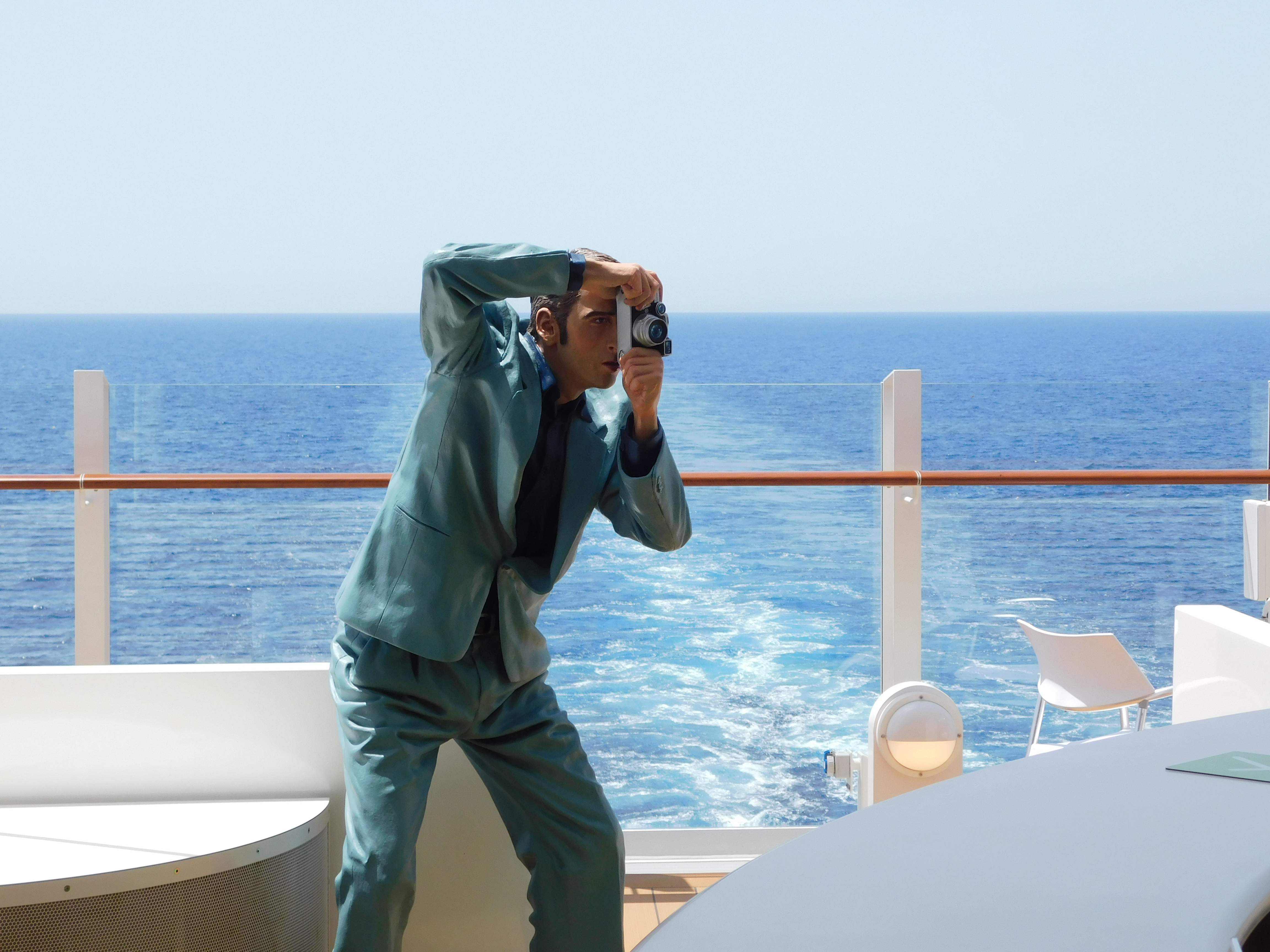
Figur an Bord des Schiffes

Die AIDAcosma hat im Gegensatz zu ihrem älteren, weitgehend baugleichen Schwesterschiff AIDAnova keinen überdachten sogenannten Four Element-Bereich, sondern zusätzliche Freiflächen auf den Außendecks, wo sich auch eine Boulderwand als Ersatz für den Klettergarten, wie er auf der AIDAnova installiert wurde, befindet.
Darüber hinaus beherbergt das Schiff 17 Restaurants – enthalten sind neben dem für die AIDA-Flotte bekannten Markt-, East- und Bella-Donna-Restaurant und dem Brauhaus auch weitere Spezialitäten-Restaurants unter anderem für Fischgerichte, asiatische und französische Küche, Pizza und Burger. Des Weiteren gibt es 17 Bars für verschiedene Getränke und Snacks.
Für das Unterhaltungsprogramm sind unter anderem verschiedene Wasserrutschen, 6 Pools, das für AIDA-Schiffe bekannte Theatrium und das Studio X, in dem TV-Shows produziert werden können, ein Casino, ein Minigolfplatz, ein Fitnessstudio, ein GameCenter und exklusive Bereiche für Kinder und Jugendliche vorhanden. Ein Teil des Sonnendecks ist mit einem UV-durchlässigen Foliendach versehen. Ebenfalls gibt es einen knapp 1.100 Quadratmeter großen Shopping-Bereich und eine Spa-Landschaft, die sich nach Reederei-Angaben über 3.545 Quadratmeter erstreckt.
Der Hotelbereich der AIDAcosma umfasst 21 Kabinenvarianten von Einzelkabinen über Innen-, Meerblick- und Balkonkabinen bis hin zur geräumigen Penthouse-Suite.

## Geschichte

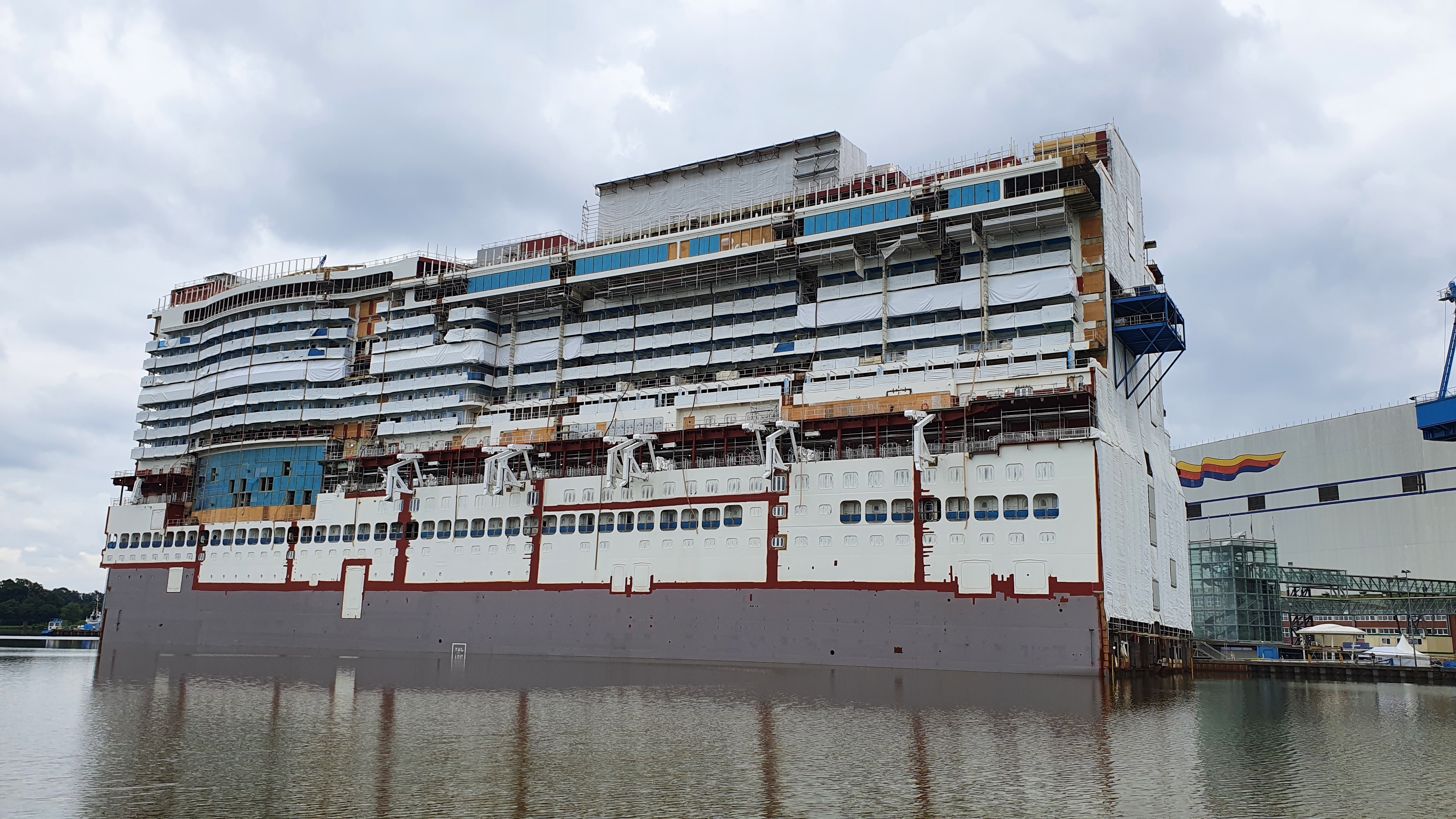
Mittelteil in der Meyer Werft

Im März 2015 vereinbarten die Carnival Corporation und die Meyer Werft eine Absichtserklärung über den Bau von vier neuen Schiffen an den Standorten Papenburg und Turku zwischen 2019 und 2022, die spätere AIDAnova, Costa Smeralda, AIDAcosma und Costa Toscana. Im Juni 2015 wurden die vier Schiffe schließlich fest bestellt. Dabei wurde als Termin für die Ablieferung der späteren AIDAcosma Anfang 2020 vereinbart. Später wurde die Ablieferung der AIDAcosma jedoch um ein Jahr verschoben, nachdem P&O Cruises, wie auch AIDA Cruises eine Tochtergesellschaft der Carnival Corporation, im Jahr 2016 die Iona mit Ablieferung Anfang 2020 bestellt hatte.
Der erste Stahlschnitt fand am 15. August 2019 in der Meyer Werft statt, die Kiellegung am 15. Oktober 2019 in der Neptun Werft in Rostock, wo die gesamte Maschinensektion inklusive der Tanks entstand, die im Februar/März 2020 per Schlepper nach Papenburg überführt wurde. Im Zuge der Baustrategie der Meyer Werft wurde ein 140 Meter langer Megablock der AIDAcosma am 26. Juni 2020 ausgedockt und am 28. November 2020, nach dem Ausdocken der Odyssey of the Seas, wieder eingedockt.
2020 wurde die Ablieferung aufgrund der COVID-19-Pandemie auf Herbst 2021 verschoben. Am 10. Juli 2021 verließ die AIDAcosma das Baudock. Die Indienststellung des Schiffes war zwischenzeitlich für Dezember 2021 vorgesehen. Da es zu weiteren Verzögerungen kam, wurde die Indienststellung auf das Frühjahr 2022 verschoben.
Am 23. Oktober 2021 wurde die AIDAcosma mit Unterstützung des Emssperrwerks über die Ems nach Eemshaven überführt, ehe es am 21. Dezember 2021 in Bremerhaven von der Meyer Werft an den Auftraggeber AIDA Cruises übergeben wurde, der am 26. Februar 2022 mit einer Nordsee-Kreuzfahrt ab Hamburg den Gästebetrieb dieses Schiffes aufnahm. Am 9. April 2022 wurde die AIDAcosma durch Kristina Vogel in Hamburg getauft.

## Technik

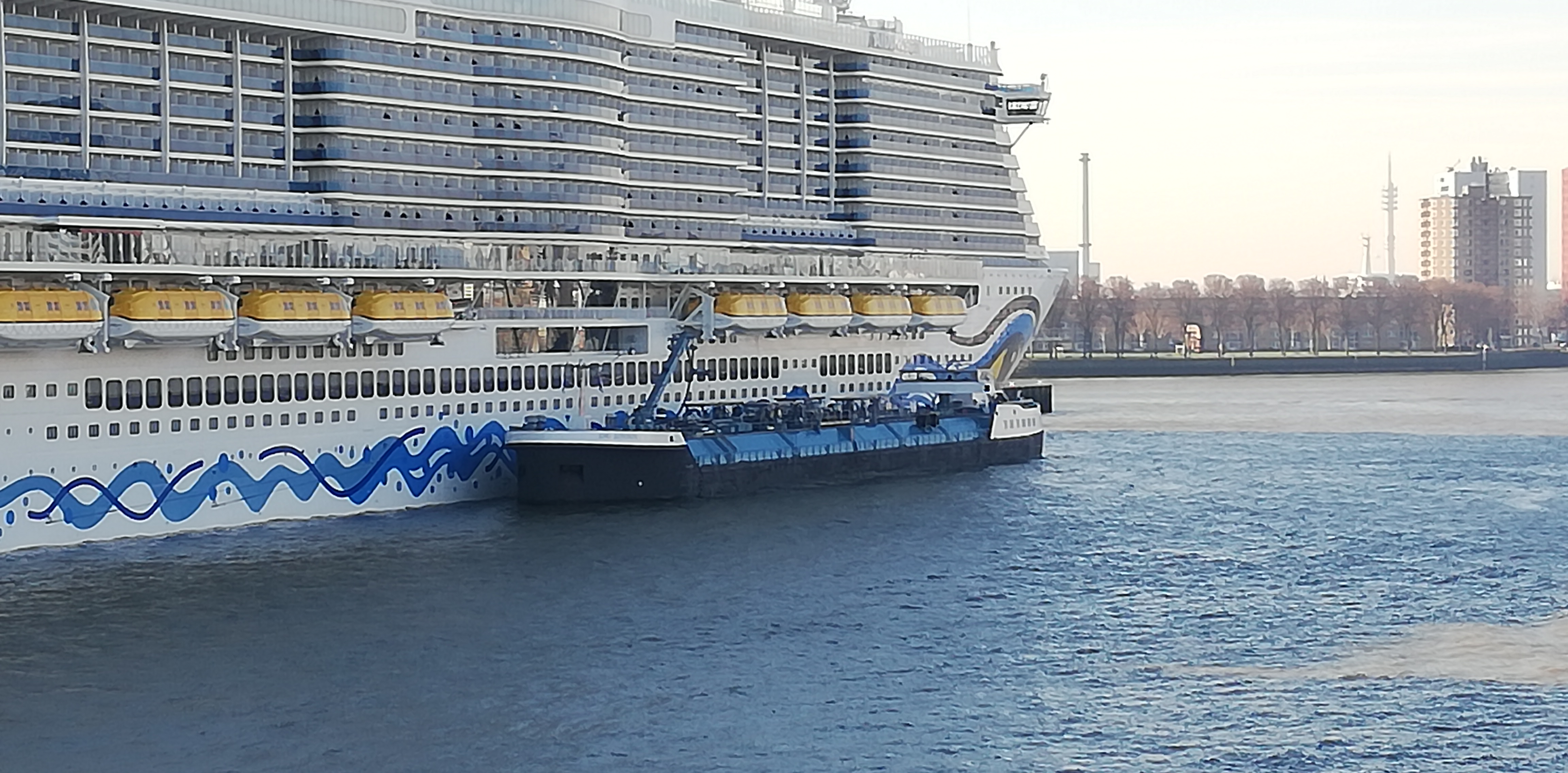
LNG-Betankung mit einem Bunkerschiff im Hafen von Rotterdam

Das Schiff ist eines der wenigen Kreuzfahrtschiffe, die vollständig mit flüssigem Erdgas (LNG) betrieben werden können. Doch auch der Betrieb mit klassischem Diesel ist möglich. Im Gegensatz zu den zuvor gebauten Schiffen der Hyperion-Klasse (AIDAprima und AIDAperla) verfügt das Schiff über Flüssigerdgastanks und kann somit auch auf dem Wasser mit Flüssigerdgas betrieben werden. Anders als bisher im Betrieb befindliche Dual-Fuel-Motoren können die Caterpillar-Generatoren des Typs 16VM46DF direkt mit Flüssigerdgas gestartet werden. Hierdurch werden schon im Hafen Partikelemissionen und Stickoxidemissionen erheblich reduziert.
Für den Notfall ist das Schiff mit zwei Caterpillar-3516C-HD-Notdieseln mit je 2095 kW Leistung bei 1800 1/min ausgerüstet, von denen jeder für sich alleine die Notfunktionen des Schiffes aufrechterhalten kann.
Das Schiff verfügt über ein Air Lubrication System zur Reduktion des Reibungswiderstands, indem es am Rumpf über einen Teppich aus kleinen Luftbläschen gleitet.